# Harmonie St. Caecilia Hoensbroek
Harmonie St. Caecilia Hoensbroek (motto: centraal in de gemeenschap) is een muziekvereniging in het Zuid-Limburgse Hoensbroek (gemeente Heerlen). Zoals de naam al aangeeft, is de kern van St. Caecilia Hoensbroek een harmonieorkest, bestaande uit koperen en houten blaasinstrumenten en slagwerk. De vereniging werd in 1856 opgericht op kasteel Hoensbroek en is sinds 1956 Koninklijk erkend.

## Geschiedenis
In 1856 werd een fanfare werd door particulieren opgericht. Als voorzitter koos het gezelschap Egidius Slanghen, die op dat moment ook burgemeester van het dorp was. Notaris L.J. Cremers werd dirigent, hij was toen de enige persoon in het dorp die een piano kon bespelen.
Het hoofd van de adellijke familie die op het Hoensbroekse kasteel woonde, Graaf Franz Egon, verleende op verzoek van de burgemeester financiële hulp aan de fanfare. De graaf schonk het zwaar donker lila fluwelen vaandel, welke in goud en zilver was gestikt en tevens versierd met het wapen zijner familie. Tot ver in de 19e eeuw bleef dit vaandel in bezit van het korps. 
Aan het eind van 1860 ontstond er een interne crisis binnen de fanfare, wat uiteindelijk resulteerde in de opheffing van de vereniging. Omstreeks 1882 werd de fanfare heropgericht. Bij de heroprichting werd Leon Snijders tot dirigent benoemd. Notaris G.C. Cremers werd voorzitter. 
In 1919, na het overlijden van dirigent Snijder, werd de Léon Crijns dirigent. Van hem nam J.H. Tonnaer in 1920 de dirigeerstok over. Naarmate het dorp groeide, groeide ook het aantal muzikanten. De fanfare werd mede daarom in 1920 omgebouwd tot een harmonieorkest. Tonnaer werd dirigent.
In het begin was de vereniging voornamelijk dienstig geweest bij processies en serenades in omliggende parochies en zelf had zij in 1863 een internationaal festival georganiseerd. In de 20e eeuw had men als doel het hoogste niveau te bereiken. Dit werd onder meer bereikt met deelname aan concoursen in Eindhoven, Thorn, Echt, Heel, Vierlingsbeek, Lage Zwaluwe, Neer, Maasbracht, Oirsbeek, Heeswijk, Stockheim (Duitsland), St. Oedenrode, Melick Herkenbosch, WMC Kerkrade, Doetinchem, Roermond, Etten-Leur, Venlo en Roermond. Zelf organiseerde de Harmonie van twee internationale concoursen (in 1923 en 1927) en het bondsconcours (1965) voor muziekgezelschappen.

## Orkesten
De vereniging bestaat tegenwoordig uit drie muzikale onderdelen, te weten:
- Harmonieorkest
- Jeugdorkest
- Drumband

In de tweede helft van de 20e heeft de vereniging ook nog een eigen en zeer succesvolle muziekkapel gehad, welke al die tijd ook fungeerde als de Breuker Hofkapel van het CCH, de Hoensbroekse stadscarnavalsvereniging. Sinds de jaren negentig bevindt de kapel zich zogezegd in een slapende toestand, welke zo af en toe en maar kortstondig teken van leven geeft.

## Dirigenten harmonieorkest
- 1856-1871: Leonard Joseph Cremers
- 1871-1882: Jos Willems
- 1882-1919: Leon Snijders
- 1919-1920: Leo Crijns
- 1920-1943: Sjef Tonnaer
- 1943-1945: Geen dirigent vanwege WOII
- 1945-1953: Piet Stalmeier
- 1953-1955: Jos Penders
- 1955-1957: Bernard Stalmeier
- 1957-1958: Gerrit Ruyters
- 1958-1963: Jo Herpers
- 1963-1973: Paul Stalmeier
- 1974-1975: J.H.J. Peeters
- 1976-1979: Jan Dols
- 1979-1982: Alex Schillings
- 1982-1991: Jan Dols
- 1991-1995: Roger Cobben
- 1995-1996: Rob van der Zee
- 1996-1997: Jan van Hulten
- 1997-2008: Louis Hensgens
- 2008-heden: Sjef Ficker